# Hajjah
Hajjah (àrab: حجة, Ḥajja) és una ciutat del Iemen, capital de la governació homònima. Hajjah és a uns 127 km al nord-oest de Sanà, en una zona muntanyosa a uns 1.800 m sobre el nivell del mar des d'on es domina la plana costanera de la Tihama. La seva població, al cens del 2004, era de 34.136 habitants, en una àrea municipal de 43 km². La ciutadella d'al-Qàhira (Cairo Fort, en anglès, pels turistes) és avui en dia un excel·lent mirador sobre la ciutat i la seva regió i alberga, en un estat de no gaire bona conservació, un petit museu dedicat a la història recent del Iemen. La presó de Nafi'  va ésser enderrocada i l'esplanada ara és ocupada per un mercat.

## Història

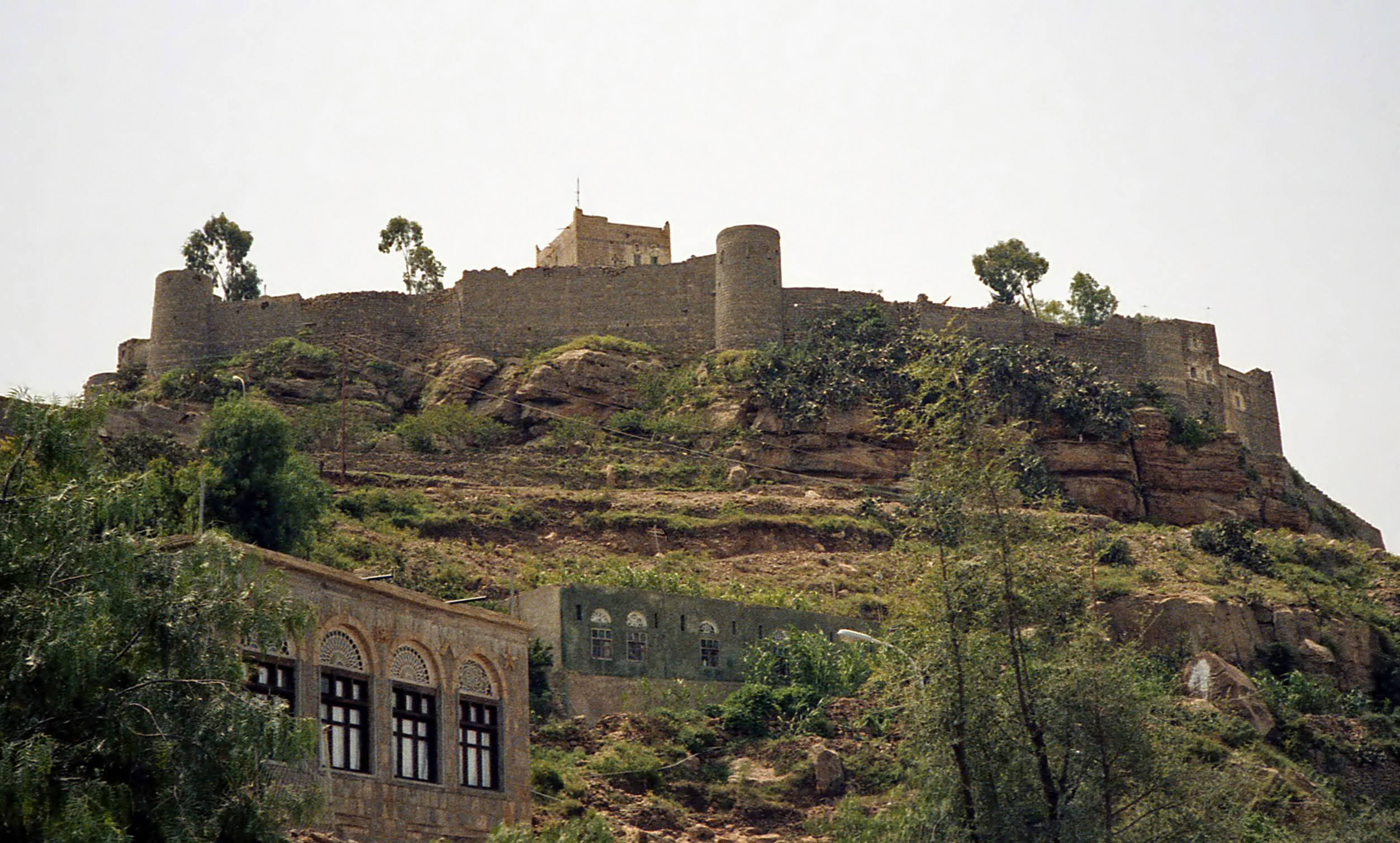
La ciutadella d'Al-Kahira.

Construïda a l'època de la dominació otomana, Hajja constitueix un punt d'etapa de la ruta de l'interior cap a la plana de la Tihana i la costa de la mar Roja. Per a controlar la zona, els turcs van construir una munió de fortificacions per tota la regió però sobretot la ciutadella d'Al-Kahira, a dalt d'un cim de 2.200 m, a l'est de la ciutat i des de la que es domina tota la regió.
La vila va ocupar un paper important a la història del Iemen del segle xx pel fet d'ésser el bastió dels imams zaidites en les guerres per recuperar el control del país. Quan es va produir l'assassinat de l'imam Yahya el 1948, el seu fill Ahmed s'hi va fer fort i va dirigir les tribus fidels de la regió contra els revolucionaris republicans. Va construir-s'hi el palau de Sa'dan, que va fer la seva residència, i va seguir utilitzant, com el seu pare, la fortalesa d'Al-Kahira per a mantenir-hi captius els enemics del règim, entre ells el seu germà Abbas, que hi fou executat. Els opositors que no eren de renom eren tancats a la presó de Nafi, tristament famosa per la seva crueltat, les tortures i les matances indiscriminades que s'hi practicaren.
La situació de violència es va mantenir durant molts anys i no es va poder decantar cap al bàndol republicà fins que els egipcis van intervenir enviant forces d'ocupació i atacant durament la zona.